# 超级酷毙宇宙世界霹雳无敌棒
《超级酷毙宇宙世界霹雳无敌棒》（英文：Supercalifragilisticexpialidocious i/ˌsuːpərˌkælɪˌfrædʒɪˌlɪstɪkˌɛkspiˌælɪˈdoʊʃəs/）是1964年迪士尼音乐电影欢乐满人间的一首单曲。这首歌由Sherman Brothers创作，由茱莉·安德絲和迪克·範·戴克演唱。这首歌為音乐剧版本。因为欢乐满人间设定在1910年代，必须找到一些适合那个年代的歌曲。电影版本入圍AFI百年百大电影歌曲，为第36号美国电影中最出色的的歌曲。

## 出处
这首歌发生在用粉笔画出的连续动画中，就在玛丽·包萍赢得赛马之后。由于她的胜利，她立即被记者们包围了，记者们向她提出一些诱导性问题和评价，说她可能不知所措。